# Gmach Dowództwa V Korpusu Armijnego w Poznaniu

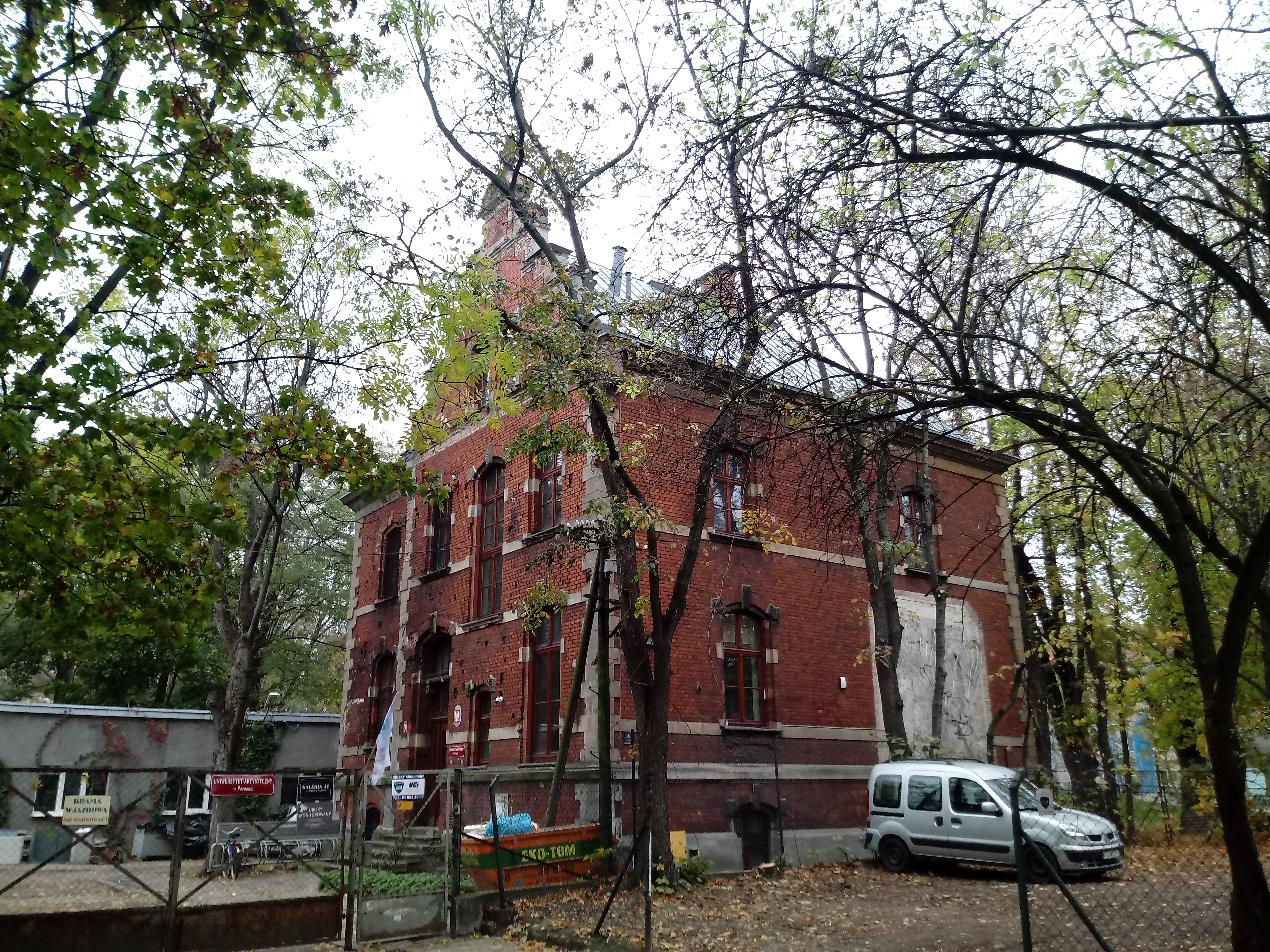
Oficyna w listopadzie 2019

Gmach Dowództwa V Korpusu Armijnego (niem. General-Kommando des V Armee-Korps) – gmach Dowództwa V Korpusu Armijnego Cesarstwa Niemieckiego, usytuowany przy skrzyżowaniu obecnych ulic Działowej (dawniej placu Działowego) (Kanonenplatz) i Solnej (Seecktstraße) przy północnym zakończeniu al. Karola Marcinkowskiego (Wilhelmstraße) w Poznaniu. Wyburzony po 1945 roku.

## Opis
Budynek wybudowany został w 1889 roku. Zaprojektowano go w stylu neorenesansowym z bogato zdobioną fasadą. Gmach usytuowano przy wschodnim skrzydle zespołu budynków koszar i urzędów wojskowych. Najbliżej budynku dowództwa, od strony zachodniej mieściła się siedziba Fortyfikacji Poznań (Fortifikation Posen). Następne (patrząc w kierunku zachodnim) znajdowały się zabudowania Urzędu Prowiantowego (Proviant Amt), wśród nich spichlerz, najstarszy wtedy obiekt wojskowy w Poznaniu, wzniesiony w latach 1801–1805. Na narożniku obecnej ul. Janusza Kulasa (Müller Wall) i Solnej (Magazinstraße) mieściły się koszary 20. Pułku Artylerii Polowej (Feld-Artillerie Kaserne No. 20). Naprzeciwko, równolegle do Magazinstraße, stał zespół tzw. nowych koszar artylerii (Neue Artillerie Kaserne), dawnych koszar taborów, który zajmował parcelę pomiędzy ul. Tadeusza Kościuszki (Herse Wall), a ul. Feliksa Nowowiejskiego (Kohleisstraße) i ul. Młyńską (Mühlenstraße).
Od strony frontowej budynku urządzono rozległy, półkolisty podjazd. Z trzech stron działki ustawiono ozdobny płot z kutego żelaza posadzony na ceglanej podmurówce. Ogrodzenie dochodziło do obu skrzydeł budynku, gdzie znajdowały się bramy z furtkami. Od zachodu znajdowały się budynki administracji i garaż dla pojazdów dowództwa. Przed głównym wejściem ustawiono dwie budki dla wartowników. Po wschodniej stronie dowództwa założono zadrzewiony ogród w stylu parkowym, w którym rosły m.in. platany. Przed budynkiem 22 września 1889 roku odsłonięto monumentalny pomnik cesarza Wilhelma I tzw. Kriegerdenkmal, który upamiętniał żołnierzy z Prowincji Poznańskiej poległych w wojnie prusko-francuskiej w latach 1870–1871.
Podczas budowy zastosowano nowoczesne wówczas rozwiązania, m.in. zamontowano na frontowych oknach drewniane rolety zewnętrzne. Dach jednej z części budynku wieńczył stożkowy hełm z blachy koloru srebrnego zakończony ozdobnym szpicem. Wzdłuż krawędzi dachu ustawiono ponad metrowej wysokości murowaną balustradę składająca się z kolumienek. Nad głównym wejściem ulokowano półokrągły balkon posadowiony na czterech kolumnach, kolejny umieszczono na piętrze prawego skrzydła budynku, a trzeci na parterze tego skrzydła wraz z położonym nieco niżej tarasem, który wychodził na ogród. Na środkowej, frontowej części dachu umieszczono kilkunastometrowy maszt wymalowany w biało-czarne pasy. W gmachu znajdowała się jedna z najbardziej reprezentacyjnych sal balowych w Poznaniu ze ścianami wyłożonymi białym marmurem, złotymi ornamentami i drewnianą podłogą wykonaną z kilku rodzajów egzotycznego drewna.
Za główną częścią budynku znajdowała się wyższa o jedno piętro oficyna, która miała półokrągły, spadzisty dach okuty prawdopodobnie blachą cynową. Dach wieńczyła powyżej metrowej wysokości ozdabiana balustrada, wykonana z kutego żelaza.
W 1902 roku dla podkreślenia wojskowego charakteru gmachu naprzeciwko głównego wejścia na podjeździe ustawiono dwa działa polowe C73 kalibru 8,8 cm zwrócone lufami w kierunku Wilhelmstraße.

## Historia
19 stycznia 1919 roku do byłej siedziby Dowództwa V Korpusu Armijnego wprowadziło się Dowództwo Główne Polskich Sił Zbrojnych byłego Zaboru Pruskiego z gen. Józefem Dowbor-Muśnickim i szefem sztabu pułkownikiem Władysławem Andersem. 30 października 1919 roku Dowództwo Okręgu Generalnego (DOGen.) Poznań rozpoczęło urzędowanie w gmachu dawnego General-Kommando, który stał się również siedzibą Dowództwa Głównego Frontu Wielkopolskiego. 15 listopada 1921 roku DOGen. przekształcono w Dowództwo Okręgu Korpusu nr VII, które w budynku (po zmianie nazwy ulicy, przy ul. Babińskiego) działało do września 1939 roku.
Gmach General-Kommando został uszkodzony w czasie walk o Poznań w lutym 1945 roku. Pomimo że nadawał się do odbudowy, gdyż zachowały się ściany, a zniszczeniu uległ głównie dach, władze podjęły decyzję o jego wyburzeniu. Po 1945 roku wyburzono także budynki wojskowe po północnej stronie ul. Solnej i wytyczono jej drugą jezdnię, która przebiega w miejscu terenu zajmowanego wcześniej przez półkolisty podjazd przed gmachem.
Zachowała się jedynie oficyna, która została odrestaurowana i użytkuje ją Uniwersytet Artystyczny w Poznaniu.